# Cambro-normand
Cambro-normand és un terme usat per referir-se als cavallers normands que es van assentar al sud de Gal·les després de la invasió normanda d'Anglaterra de 1066. Alguns historiadors suggereixen que «cambro-normand» és preferible a anglonormands, per referir-se als normands que van envair Irlanda després de 1170, molts dels quals eren originaris de Gal·les. Tanmateix el terme és anacrònic. Els reculls contemporanis irlandesos d'aquest període anomenen als nouvinguts saxain, que vol dir "saxó", és a dir. "anglès".
L'exemple de cambro-normand més prominent és Richard FitzGilbert de Clare, conegut popularment com a «Strongbow» (arc fort), les possessions del qual a Gal·les se situaven a l'àrea de Pembroke i que va encapçalar la invasió normanda d'Irlanda.
A més d'aquests Lords cambro-normands, algunes de les més destacades famílies irlandeses com els Walsh, Joyce i Griffith, descendeixen d'immigrants gal·lesos que van arribar amb la invasió. També d'origen gal·lès són els Taafe, que van arribar a ser una de les famílies més importants de la Palissada. No obstant això, la família cambro-normanda més destacada és, sense cap dubte, la dinastia FitzGerald, que els seus descendents arribarien a ostentar els títols de Comtes de Kildare i de Desmond.